# Макэвой, Камерон
Камерон Джеймс Макэвой (англ. Cameron James McEvoy; род. 13 мая 1994 года, Голд-Кост, Австралия) — австралийский пловец, специализирующийся в плавании кролем на дистанциях 50, 100 и 200 метров. Олимпийский чемпион (2024), двукратный чемпион мира, трёхкратный бронзовый призёр Олимпийских игр (2016 и 2020).

## Биография
Родился в городе Голд-Кост, Австралия. Впервые стал известен после чемпионата мира по водным видам спорта 2013 года. Участвовал в комбинированной эстафете 4×100 метров. Плыл в предварительном раунде вместе с Эшли Делани, Кристианом Спенгером и Кеннетом То, проплыв за 3 минуты 33,64 секунды, заняли третье место и вышли в финал. Но в финале Макэвой не плыл.
В 2014 году участвовал на играх Pan Pacific в родном Голд-Косте, Австралия. Стал двукратным чемпионом игр в эстафете 4×100 метров кролем и на дистанции 100 метров кролем, проплыв в финале за 47,82 секунды, установил новый рекорд игр. На этих же играх Камерон завоевал 3 бронзовые медали. В эстафете 4×200 метров кролем, в комбинированной эстафете 4×100 метров и на дистанции 200 метров кролем, проплыв в финале за 1 минуту 46,36 секунды.
Участник чемпионата мира 2015 года в Казани. Камерон стал двукратным серебряным и однократным бронзовым призёром. Серебро завоевал в комбинированной эстафете 4×100 метров и на дистанции 100 метров кролем, проплыв в финале за 47,95 секунды. Бронзу завоевал в эстафете 4×200 метров кролем.